# Regierungs-Jubiläums-Medaille von 1902 (Baden)

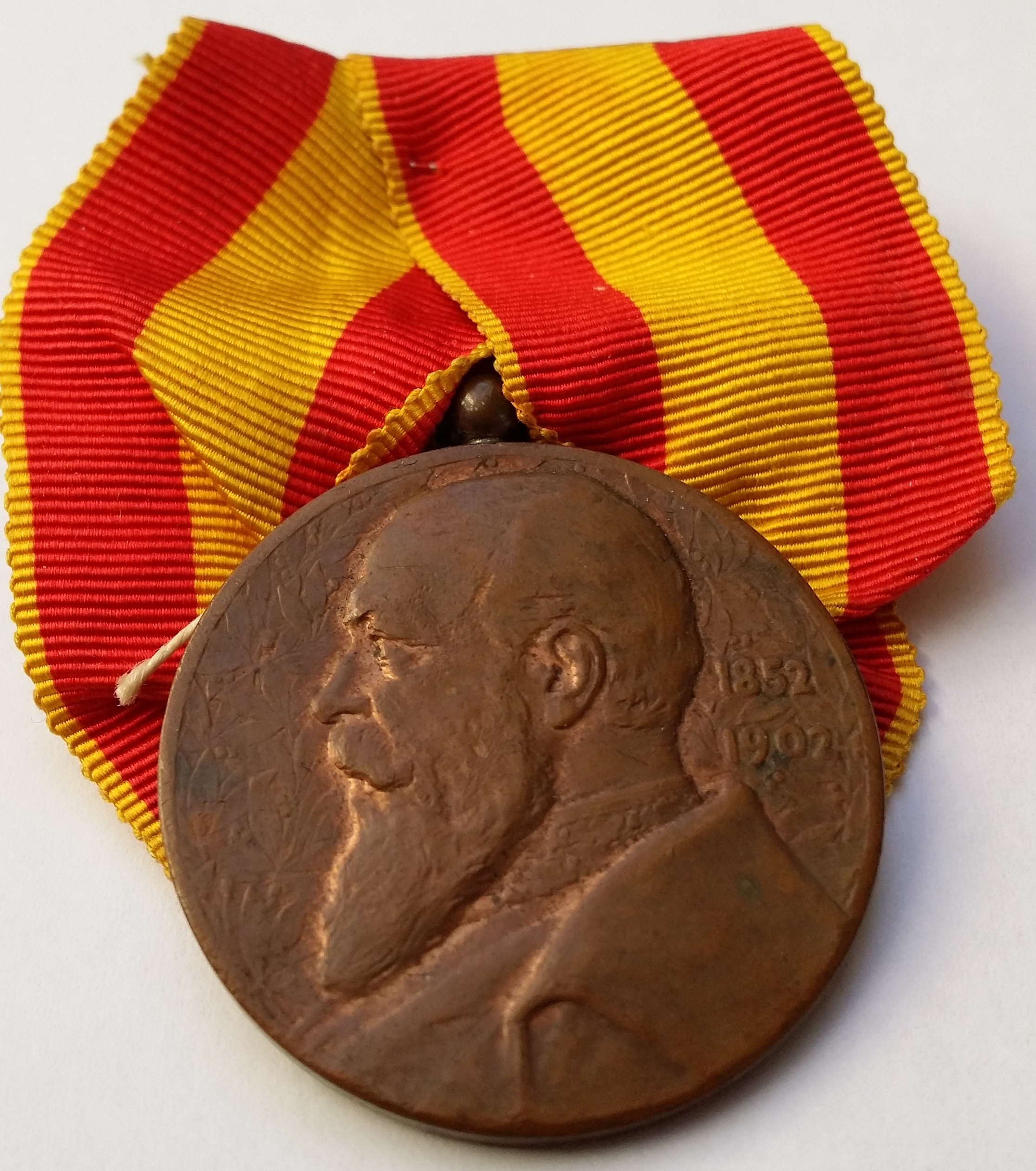
Avers

Die Regierungs-Jubiläums-Medaille wurde am 25. April 1902 von Großherzog Friedrich I. von Baden aus Anlass seines 50-jährigen Regierungsjubiläums gestiftet und konnte an alle Personen verliehen werden, die sich in diesem Zeitraum um das Fürstenhaus und das Land verdient gemacht haben.
Die runde aus Bronze gefertigte Medaille zeigt das nach links gewandte Brustbild des Stifters mit den rechts stehenden Jahreszahlen 1852 – 1902. Auf der Rückseite ist ein gekrönter Greif mit dem badischen Wappenschild zu sehen. Darunter die vierzeilige Inschrift REGIERUNGS-JUBILÆUM S.K.H. des GROSHERZOGS FRIEDRICH VON BADEN. Der Entwurf stammt von dem Medailleur Rudolf Mayer (1846–1916).
Getragen wurde die Auszeichnung an einem gelb-rot gestreiften Band auf der linken Brust.
Neben der Medaille in Bronze wurden auch 44 Exemplare in Gold gefertigt, von denen 43 an andere Fürstlichkeiten verliehen wurden.